# 1294

## Události
svět
- začíná britsko – francouzská válka
- Petr z Aspeltu proboštem vyšehradským a kancléřem českým
- 13. prosince odstoupil papež Celestýn V.

## Narození
- 18. března – Jindřich VI. Dobrý, vratislavský kníže z rodu slezských Piastovců († 24. listopadu 1335)
- Karel IV. Sličný, francouzský král († 1. února 1328)
- Johana II. Burgundská, francouzská a navarrská královna jako manželka Filipa V., hraběnka z Artois († 21. ledna 1330)
- Masašige Kusunoki, japonský samuraj († 4. června 1336)

## Úmrtí
- leden – Rabban Bar Sauma, ujgurský mnich, nestorián, diplomat a cestovatel (* 1220)
- 2. února – Ludvík II. Hornobavorský, bavorský vévoda a rýnský falckrabě z dynastie Wittelsbachů (* 13. dubna 1229)
- 18. února – Kublaj, mongolský vojevůdce (* 23. září 1215)
- 3. května – Jan I. Brabantský, brabantský a limburský vévoda, a básník (* 1252/3)
- 10. června – Kazimír II. Lenčický, kníže lenčický (* 1262/65)
- ? – Roger Bacon, františkán, anglický filozof a vědec (* 1214)
- ? – Konrád II. Mazovský, kníže mazovský, płocký, czerský a sandoměřský (* asi 1250)
- ? – Brunetto Latini, italský středověký spisovatel (* 1210)

## Hlava státu
- České království – Václav II.
- Svatá říše římská – Adolf Nasavský
- Papež – Celestýn V. / Bonifác VIII. (od 23. prosince)
- Anglické království – Eduard I.
- Francouzské království – Filip IV. Sličný
- Polské knížectví – Václav I. Český
- Uherské království – Ondřej III.
- Kastilské království – Sancho IV. Kastilský
- Byzantská říše – Andronikos II. Palaiologos
- Portugalsko – Dinis I. Portugalský
- Moskevské knížectví – Daniil Alexandrovič
- Dánsko – Erik VI. Dánský
- Norsko – Erik II. Magnusson
- Švédsko – Birger Magnusson
- Osmanská říše – Osman I.
- Bulharsko – Smilec